# Râul Delia
Delia este un afluent de stânga al râului Prut, situat pe teritoriul Republicii Moldova. Valea râului este puțin șerpuitoare, cu o lățime de 2-3 km. Versanții au 60-90 m înălțime, predominant concavi, abrupți, puternic dezmembrați. Albia este bilaterală, cu lățimea de 100-180 m, deschisă, cu vegetație de pajiște, în unele locuri acoperită cu stuf. Albia este puțin șerpuitoare, neramificată, cu lățimea de 3-5 m.

## Date
Valea râului este puțin șerpuitoare, cu o lățime de 2-3 km. Versanții au 60-90 m înălțime, predominant concavi, abrupți, puternic dezmembrați. Albia este bilaterală, cu lățimea de 100-180 m, deschisă, cu vegetație de pajiște, în unele locuri acoperită cu stuf. Albia este puțin șerpuitoare, neramificată, cu lățimea de 3-5 m.Emisar Prut Cotă la vărsare 60 m.d.M. Punct de vărsare Ungheni Date hidrologice Bazin de recepție 219 km². Lungimea rîului este de 30 km, panta medie – 2,9%.Suprafața bazinului de recepție este de 219 km, înălțimea medie – 120 m, panta – 94%, lungimea – 27 km, lățimea medie – 8,1 km, densitatea rețelei hidrografice – 0,43 km/km2.Coeficientul de meandrare este de 1,15. Suprafața ocupată de acumulările de apă :este mai mică de 1%, terenuri arabile – 60%, păduri – 5%.Valea rîului este puțin șerpuitoare, cu o lățime de 2-3 km. Versanții au 60-90 m înălțime, predominant concavi, abrupți, puternic dezmembrați. Înălțimea cea mai mică  a lor este de 40 m (s. Hristoforovca), maximă – 122 m (în partea dreaptă, la 1,1 km, aval de s. Pîrlița). Pe versantul stîng se observă alunecări de teren. Versanții mai puțin abrupți sunt arați, cei abrupți – sunt acoperiți cu vegetație de stepă. La talpa izvoarelor, peste fiecare 3-5 cm se observă izvoare cu debite mici (0,1-0,2 l/s).Albia este bilaterală, cu lățimea de 100-180 m, deschisă, cu vegetație de pajiște, în unele locuri acoperită cu stuf. La 0,8 km, în amonte de loc. c.f. Pîrlița, lunca se întrerupe.Albia este puțin șerpuitoare, neramificată, cu lățimea de 3-5 m. De la izvor, pe o durată de 3,5 km, rîul este secat, în aval adîncimile ating 0,1-0,3 m. Viteza cursului de apă nu depășește 0,1 m/s. Albia este stabilă, pe alocuri cu rogoz și stuf, patul este neted, mîlos, la s. Pîrlița – lutos. Malurile sunt abrupte, cu înălțimea de 0,5-2,5 m, constituite din argile nisipoase și luturi, la muchii înierbate.La 1 km de la gura de vărsare rîul este închis cu un baraj de 400 m lungime. Lungimea lacului de acumulare format aici este de 3,2 km, adîncimea maximă – 4,0 m. Suprafața oglinzii apei este de cca 90 ha, volumul – 2,5 mln. m3.Regimul rîului se studiază la postul hidrometric din s. Pîrlița, din martie 1957. Observațiile continuă și în prezent. Nivelul apelor de primăvară începe a crește în medie în prima decadă a lunii martie. Procesul durează intensiv, atingînd cotele de 1-4 m peste nivelul convențional al apelor; scăderea nivelului durează 10-20 zile. Pe curba de descreș-tere a hidrografului se suprapun viiturile pluviale în cazul ploilor căzute. La rezerve mici de apă în stratul de zăpadă din bazin fenomenul nu se manifestă.Cel mai mare debit al apelor mari de primăvară (8,33 m3/s) s-a observat în s. Pîrlița, în anul 1973, minim (0,16 m3/s) – în anul 1990.După apele mari de primăvară trec o serie de viituri pluviale cu creșteri mari de nivele și scăderi rapide. Nivelul apei atinge aici 1,0-2,5 m.Iarna, din cauza moinelor frecvente și ploilor ce le însoțesc, nivelele sunt instabile. Creșterile de nivel sunt mici – 0,2-0,6 m.Înghețarea rîului începe, de regulă, în prima decadă a lunii decembrie. Formarea cuverturii de gheață începe cu gheața la mal.Podul de gheață este stabil. Durata lui este în medie de 37 zile, maximă – 90 zile (în anii 1992-1993), minimă – lipsește (iarna din anii1976-1977).Rîul se descătușează de gheață la sfîrșitul lunii februarie – începutul lunii martie. În a doua jumătate a lunii martie rîul se eliberează de gheață.Scurgerea medie de apă în perioada observațiilor în s. Pîrlița este de 0,19 m3/s sau 5,99 mln. m3.Scurgerea anuală variază de la 0,021 m3 /s (0,66 mln. m3), în 1994, pînă la 0,49 m3/s (15,5 mln. m3), în anii 1980 și 1981.Debitele minime cu durata de 30 zile în perioada albiei deschise are următoarele valori: medie – 0,021 m3/s, maximă – 0,15 m3/s (1980), minimă – 0,002 m3/s (1994). Minimul debitelor diurne constituie respectiv: 0,10, 0,035 (în anul 1980) și 0,001 m3/s (în anul 1964).În bazin este prezent un lac mare de acumulare – Ungheni și 19 acumulări de apă mai mici (iazuri). Apele lor se folosesc în special la irigare și piscicultură.